# منتخب تركمانستان لكأس ديفيز
منتخب تركمانستان لكأس ديفيز هو ممثل تركمانستان الرسمي في كرة المضرب في كأس ديفيز.